# Renato Raffaele Martino
Renato Raffaele Martino, född 23 november 1932 i Salerno, Campania, död 28 oktober 2024 i Rom, var en italiensk katolsk ärkebiskop. Han var 1986–2002 Vatikanstatens permanente observatör i FN, och 2002–2009 var han prefekt för Påvliga rådet för rättvisa och fred (Iustitia et Pax). År 2003 upphöjdes Martino till kardinal.

## Biografi
Martino studerade filosofi och teologi vid Gregoriana i Rom. Vid Påvliga Lateranuniversitetet studerade han juridik och kanonisk rätt för att senare avlägga doktorsexamen i det sistnämnda ämnet. Martino prästvigdes den 27 juni 1957 av ärkebiskopen av Salerno, Demetrio Moscato.
Under 1960- och 1970-talet tjänade Martino inom den påvliga diplomatin med uppdrag i bland annat Latinamerika. År 1980 utnämndes han till titulärärkebiskop av Segerme och i samband med detta påvlig delegat i Laos, Malaysia och Singapore.
Den 1 oktober 2002 utsågs Martino till prefekt för Påvliga rådet för rättvisa och fred, i vardagligt tal benämnt Iustitia et Pax, som organiserar Katolska kyrkans internationella arbete för fred och social rättvisa.
Vid påve Johannes Paulus II:s sista konsistorium, den 21 oktober 2003, utsågs Martino till kardinaldiakon med San Francesco di Paola ai Monti som diakonia. Han deltog i konklaven som den 19 april 2005 valde kardinal Ratzinger till ny påve.
I mars 2006 utsågs kardinal Martino till prefekt för Påvliga rådet för själavård bland flyktingar och migranter; en post han frånträdde 2009. År 2014 blev han kardinalprotodiakon.
Kardinal Martino uttalade sig emellanåt om världspolitiska händelser. Efter att dödsdomen mot Saddam Hussein hade avkunnats bad Martino om nåd för denne. Han upprepade även sin ståndpunkt att den av USA ledda invasionen av Irak 2003 var ett missgrepp.